# 土佐維新バーガー

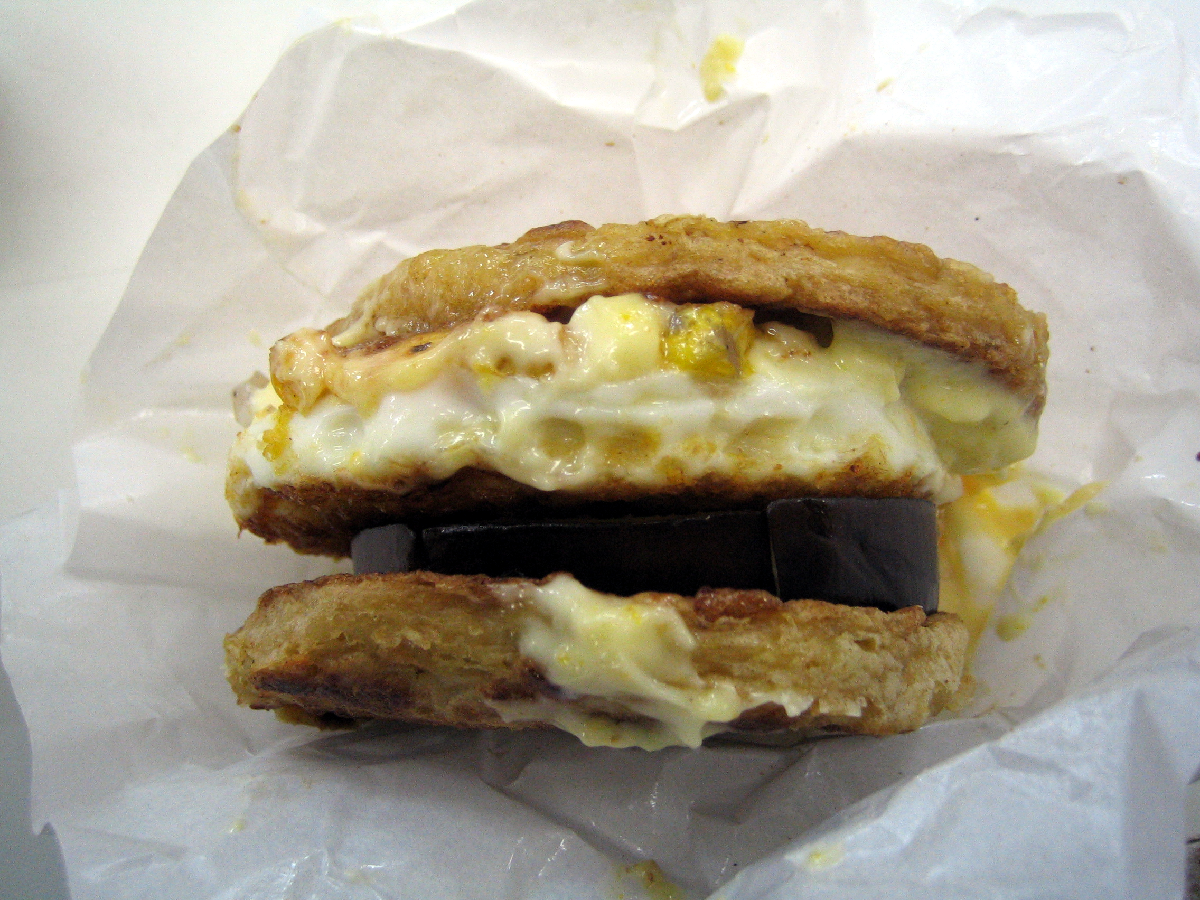
土佐維新バーガー

土佐維新バーガー（とさいしんバーガー）は、南国サービスエリア下り線で売られているご当地バーガー。

## 概要
2009年12月11日より大河ドラマ龍馬伝の放送にあわせて南国サービスエリア下り線で発売された、1日50個限定のご当地バーガー。発売日は岩崎弥太郎の誕生日にちなんだものである。南国サービスエリアを運営する土佐電気鉄道と大阪に本店をおくハンバーガー店の大阪バーガー華円が共同開発。観光客向けに1個380円で販売。
坂本龍馬の好物だったとされる軍鶏と地鶏をかけあわせた土佐はちきん地鶏を、米茄子やこんにゃくとともにパンではなくお好み焼きの生地で挟み、ゆず風味のマヨネーズを味付けに使用した。明治維新の立役者らにちなみ、米茄子は岩崎弥太郎の出身地である安芸市産、ゆずは中岡慎太郎の出身地北川村産のものをそれぞれ使用した。
2010年1月13日から、大阪バーガー華円でも発売された。当初、大阪バーガー華円での発売は2月末までの予定だったが、好評を博したため延長されることとなった。2月18日・19日に愛媛県大阪事務所にて開催された「四国うまいもの市」でも発売された。6月にはそごう神戸店でおこなわれた「ふるさと四国の物産展」においても発売され、この物産展では「土佐維新バーガー第2弾」も発表された。
2010年8月からは、これまで大阪バーガー華円にて製造してきたお好み焼き生地について、社会貢献を目的に高知市内の知的障害者通所授産施設である「あおぞら共同作業所」にて製造を開始した。これにより、土佐維新バーガーの具材すべてが高知県内で調達されることとなった。